# Kora corallina
Kora corallina é uma espécie de caracol terrestre da família Bulimulidae .

## Taxonomia e etimologia
O nome científico Kora corallina é uma homenagem à poetisa brasileira Cora Coralina. Kora corallina é a espécie-tipo  do gênero Kora. Foi originalmente classificado com a família Orthalicidae e foi transferido para a família Bulimulidae em 2016.

## Distribuição
Kora corallina ocorre no município de Santa Maria da Vitória, na Bahia, Brasil .